# 라마사나
라마사나(카탈루냐어: La Massana)는 안도라의 교구 중의 하나이다. 또한 라마사나는 이 교구에 위치한 마을 이름이기도 하다. 라마사나에는 안도라 최고봉인 2,942미터의 코마페드로자 산이 있으며, 안도라에서 5위 안의 높은 산이 모두 이 지역에 있을 만큼, 이 지역은 평균 해발 1,240미터의 고산지대이다.